# Retorsión
La retorsión (en francés: rétorsion, en latín: retortus, influenciado por el latín tardío, 1585-95, torsi, una torsión, retorcerlo), un término utilizado en el derecho internacional, es un acto perpetrado por una nación sobre otra en represalia por un acto similar perpetrado por la otra nación. Un ejemplo típico de retorsión es el uso de medidas comparativamente severas contra los ciudadanos de la nación extranjera que se encuentran dentro de las fronteras de la nación represaliada después de que la nación extranjera haya cometido actos similares. Se diferencia de la represalia en que la retorsión es siempre una acción conforme al derecho internacional, aunque inequívocamente inamistosa. Entre los ejemplos se encuentra el comercio internacional, donde las disputas en el seno de la Organización Mundial del Comercio suelen abordarse de esta manera, si la resolución de disputas no alcanza su objetivo.
El término también se utiliza para referirse a la respuesta menos agresiva a un ciberataque.
Retorsión también significa el acto por el que un individuo devuelve a su adversario mal por mal.